# KF Rahoveci
KF Rahoveci (alb. Klubi Futbollistik Rahoveci, serb. cyr. 
Фудбалски клуб Раховеци) – kosowski klub piłkarski, mający siedzibę w mieście Orahovac, w zachodniej części kraju. W sezonie 2025/2026 gra w Liga e Dytë.

## Historia
Chronologia nazw:
- 1931: KF Rahoveci

Klub piłkarski Rahoveci został założony w miejscowości Orahovac w 1931 roku. W latach 1991–1994 i 1995/96 występował w Niezależnej Lidze Kosowa (alb. Lidhja e Pavarur e Kosovës).
Narastający konflikt etniczny doprowadził ostatecznie do wybuchu wojny domowej w Kosowie w latach 1998–1999. W rezultacie bombardowania Kosowo znalazło się pod tymczasowym zarządem ONZ. Kosowskie kluby wycofały się z mistrzostw Jugosławii i od sezonu 1999/2000 najlepsze zespoły występowały w Superlidze Kosowa. KF Rahoveci startował w grupie B Liga e Parë i po zajęciu 1. miejsca awansował do Superligi. Epizod nie trwał długo, gdyż po zaledwie jednym sezonie spadł do drugiej ligi. W następnych latach występował w Liga e Parë, aż do sezonu 2011/12, w którym zajął 15. miejsce i spadł do Liga e Dytë. W sezonie 2014/15 i 2015/16 był 11-ty w końcowej klasyfikacji. W następnym sezonie 2016/17 zajął 14. miejsce, potem w barażach wygrał z KF Lugu i Baranit i utrzymał się na kolejny sezon. W sezonie 2017/18 również grał w barażach po zajęciu 14. pozycji, jednak tym razem przegrał po rzutach karnych z KF Istogu i spadł do Liga e Dytë. W sezonie 2020/21 zajął drugie miejsce i powrócił do Liga e Parë po trzech latach nieobecności.

## Barwy klubowe, strój
|  |  |

Klub ma barwy niebiesko-białe. Zawodnicy domowe spotkania zazwyczaj grają w pasiastych pionowo niebiesko-białych koszulkach, niebieskich spodenkach oraz białych getrach.

## Sukcesy

### Trofea międzynarodowe
Nie uczestniczył w rozgrywkach europejskich (stan na 09-07-2021).

### Trofea krajowe
| \| \| Zdobyte trofea w rozgrywkach Kosowa (stan na: 09-07-2021) \| |                                                           |      |                                    |
| Rozgrywki                                                          | Osiągnięcie                                               | Razy | Sezon(y)                           |
| Mistrzostwo                                                        | I miejsce                                                 | 0    |                                    |
| Mistrzostwo                                                        | II miejsce                                                | 0    |                                    |
| Mistrzostwo                                                        | III miejsce                                               | 0    |                                    |
| Mistrzostwo                                                        | 16.miejsce                                                | 1    | 2000/01                            |
| Puchar                                                             | zdobywca                                                  | 0    |                                    |
| Puchar                                                             | finalista                                                 | 0    |                                    |
| Puchar                                                             | 1/8 finału                                                | 4    | 2004/05, 2005/06, 2009/10, 2017/18 |
| II liga                                                            | I miejsce                                                 | 1    | 1999/2000 (gr. B)                  |
| II liga                                                            | II miejsce                                                | 0    |                                    |
| II liga                                                            | III miejsce                                               | 0    |                                    |
| Kosowo                                                             | Zdobyte trofea w rozgrywkach Kosowa (stan na: 09-07-2021) |      |                                    |

- Liga e Dytë (D3):
  - wicemistrz (2x): 2018/19 (gr.A), 2020/21

## Poszczególne sezony

### Rozgrywki międzynarodowe
Nie uczestniczył w rozgrywkach europejskich.

### Rozgrywki krajowe
| \| Kosowo \| Bilans występów klubu w rozgrywkach piłkarskich Kosowa (Stan na 9 lipca 2021 r.) \| \| |                                                                                  |        |       |   |   |   |    |    |     |                                        |        |        |      |
| Poziom                                                                                              | Rozgrywki                                                                        | Sezony | Mecze | Z | R | P | B+ | B– | Pkt | Lata                                   | Awanse | Spadki | Naj. |
| I                                                                                                   | Superliga e Kosovës                                                              | 1      |       |   |   |   |    |    |     | 2000/01                                | 0      | 1      | 16   |
| II                                                                                                  | Liga e Parë                                                                      | 16     |       |   |   |   |    |    |     | 1999/00, 2001–2012, 2014–2018, od 2021 | 1      | 2      | 1    |
| III                                                                                                 | Liga e Dytë                                                                      | 5      |       |   |   |   |    |    |     | 2012–2014, 2018–2021                   | 2      | 0      | 2    |
| | Puchar Kosowa                                                                    | ?      |       |   |   |   |    |    |     |                                        | 0      | 0      | 1/8  |
| Kosowo                                                                                              | Bilans występów klubu w rozgrywkach piłkarskich Kosowa (Stan na 9 lipca 2021 r.) |        |       |   |   |   |    |    |     |                                        |        |        |      |

## Struktura klubu

### Stadion
Klub piłkarski rozgrywa swoje mecze domowe na stadionie Selajdin Mullabazi w Orahovac o pojemności 1000 widzów.

## Kibice i rywalizacja z innymi klubami

### Derby
- KF Dejni